# Щурово (станция)
Щу́рово — железнодорожная станция Рязанского направления Московской железной дороги в городе Коломна Московской области. Расположена на линии в 121 км от Москвы.
Состоит из двух низких платформ. Через станцию проходит до 10 пар электропоездов в сутки.